# Guerra fronteriza
La guerra de la frontera o campaña de la frontera se refiere a los enfrentamientos militares que se produjeron en la región de la frontera entre México y Estados Unidos en América del Norte durante la Revolución mexicana.

## Desarrollo
Desde el inicio de la revolución mexicana en 1910, el Ejército de los Estados Unidos estaba estacionado a lo largo de la frontera y en varias ocasiones luchado con los rebeldes y las tropas federales mexicanas. El pico del conflicto ocurrió en 1916, cuando el revolucionario Pancho Villa atacó la ciudad fronteriza de Columbus, Nuevo México. En respuesta, el Ejército de los Estados Unidos bajo el mando del general John J. Pershing, lanzó una expedición al norte de México, para encontrar y capturar a Villa. Aunque la operación fue un éxito en la búsqueda y hacer frente a los rebeldes villistas, el revolucionario escapó y el Ejército de los Estados Unidos regresó a los Estados Unidos en enero de 1917. El conflicto continuó en la frontera, sin embargo, y los Estados Unidos puso en marcha varias operaciones más pequeñas en territorio mexicano a 1919, cuando la violencia se redujo significativamente después de la Batalla de Ambos Nogales. El conflicto no sólo involucra a los villistas y los Estados Unidos; maderistas, carrancistas, constitucionalistas y los alemanes también participaron en las batallas con las fuerzas estadounidenses durante este período. La guerra fue uno de los aspectos más destacados de la época del Viejo Oeste.